# 小行星22631
小行星22631（22631 Dillard）是一颗绕太阳运转的小行星，为主小行星带小行星。该小行星于1998年5月22日发现。

## 轨道参数
小行星22631的轨道半长轴为2.3853675 UA，离心率为0.101。